# 网关
网关（Gateway）是计算机网络中的一种设备或服务器，用于连接不同网络或协议之间进行数据转发和处理。

## 概述
网关是一种能够在不同网络或协议之间进行数据交换的设备或服务器。网关可以实现不同网络之间的互联互通，也可以实现不同协议之间的转换和适配。网关可以根据不同的功能和层次进行分类，例如物理层网关、数据链路层网关、网络层网关、传输层网关、应用层网关等。网关可以提供多种服务，例如路由、安全、负载均衡、缓存、压缩、加密、认证、授权、过滤、转码等。

## 工作机制
网关的工作机制与代理非常相似，它能够接收客户端的请求，并像拥有资源的源服务器一样对请求进行处理或转发。客户端可能无法察觉到通信目标是一个网关，而不是一个源服务器。网关可以根据不同的需求，对请求和响应进行不同的处理，例如修改请求头或响应头，改变请求方法或响应状态码，增加或删除请求参数或响应内容等。网关还可以根据不同的协议，对数据进行编码或解码，例如将HTTP协议转换成FTP协议，或将TCP协议转换成UDP协议等。

## 应用场景
网关在计算机网络中有着广泛的应用场景，以下列举了一些常见的例子：
- 家庭或小型企业网络中的网关：这种网关通常用于连接局域网和互联网，实现内外网的通信。它可以提供路由、防火墙、NAT、DHCP等功能，保证网络的安全和稳定。[4]
- 物联网中的智能网关：这种网关用于连接物联网设备和云端平台，实现数据的采集、处理和传输。它可以提供协议转换、数据压缩、数据分析、数据安全等功能，提高物联网系统的性能和效率。[5]
- 语音通信中的语音网关：这种网关用于连接传统电话网络和IP网络，实现语音信号的转换和传输。它可以提供模拟/数字信号转换、编解码器选择、信令协商等功能，保证语音通信的质量和兼容性。[6]